# 三元桥站
三元桥站是北京地铁10号线、首都机场线与12号线的换乘站，2008年7月19日随着10号线一期和首都机场线同时通车投入运营，与北土城站一同成为北京地铁首批啟用后即為換乘站的車站之一，2024年12月15日随着12号线的开通成為北京地鐵系統中第九個三線轉車站。本站位于北京市朝阳区左家庄街道与麦子店街道交界京密路、首都机场高速公路旁三元桥北侧。

## 位置
三元桥站地处三元桥立交桥区东北角，站位位于平行的京密路与首都机场高速公路间地下，首都机场线与10号线在三元桥站沿京密路与机场高速（东北-西南走向）基本呈平行状布置。12号线车站位于首都机场高速公路东侧，与10号线车站平行。

## 结构
首都机场线与10号线三元桥车站均为地下二层车站，岛式站台设计，主体为框架结构，明挖施工。12号线车站为四层四柱五跨岛式车站，同样采用明挖法施工。

### 楼层分布
| 地面层          | 出入口                            | 出入口、D口售检票系统                                                                                      |
| 地下一层 站厅层 | 10号线及首都机场线站厅            | 票务服务、查询机、自动售票机、一卡通充值 10号线与首都机场线站厅非付费区之间的连接通道 E1、E2出入口地下通道 |
| 地下二层 站台层 |                                   | 首都机场线往北新桥（东直门）                                                                               |
| 地下二层 站台层 | 岛式站台，左侧开门                | |
| 地下二层 站台层 | 首都机场线往首都机场（3号航站楼） | |
| 地下二层 站台层 | 10号线内环（亮马桥）              | |
| 地下二层 站台层 | 岛式站台，左侧开门                | |
| 地下二层 站台层 | 10号线外环（太阳宫）              | |
| 地下三层 站厅层 | 12号线站厅                        | 票务服务、查询机、自动售票机、一卡通充值                                                                   |
| 地下四层 站台层 |                                   | 12号线往四季青桥（西坝河）                                                                                 |
| 地下四层 站台层 | 岛式站台，左侧开门                | |
| 地下四层 站台层 | 12号线往东坝北（将台西）          | |

### 换乘流线
在三元桥站10号线与首都机场线的站厅中部设置一条联络通道，要换乘首都机场线的乘客需从10号线站厅通过连接非付费区的双向通道进入首都机场线站厅，通道距离只有40米左右。因两线票制不同，故为非付费区换乘，乘客换乘需再入闸缴费。
12号线车站从站厅引出3条下穿机场高速公路的换乘通道，12号线站厅中部的两条单向通道均与10号线站厅相连，均设有直梯及坡道支持无障碍换乘，12号线站厅东侧非付费区的通道则与首都机场线站厅相连（12号线站厅内标记为E口通道）。
- 首都机场线站厅层（2021年3月摄）
- 改造前的10号线站厅（2021年3月摄）
- 改造后的10号线站厅（2023年3月摄）
- 改造前的10号线站台层（2019年9月摄）
- 10号线换乘12号线通道口
- 12号线换乘10号线通道口
- 首都机场线换乘10号线通道口
- 首都机场线站厅东南角的12号线换乘通道接口（2024年12月摄）

## 装饰
首都机场线车站设计空间突出飞行的流线型造型，以蓝色为主色调。 
10号线车站站厅装饰的世界地图图案上用不同颜色灯光反映世界能源的分布状况，但因12号线换乘通道建设需要，现已拆除。
- 首都机场线车站空间的流线型造型
- 10号线站厅反映世界能源的分布的世界地图图案

## 出入口
首都机场线和10号线车站共设有6个出入口，其中A、B口通往首都机场线站厅，C、D口通往10号线站厅；C口位于下穿京密路和机场高速的地下通道内，设有3个分支，D口设有通地面垂直电梯。在三元桥站的D出入口，凤凰城外设有一块630平方米的自行车存车场。
12号线车站设有4个出入口，其中分列于京密路两侧的E1、E2口设置在12号线与首都机场线间的换乘通道内，霄云里南街的F口与G口则直连12号线站厅。
|                              |                    |                                                              |      |            |
|                              |                    |                                                              |      |            |
|                              |                    |                                                              |      |            |
| 编号                         | 指示               | 建议前往的目的地                                             | 照片 | 无障碍设施 |
| 连通 首都机场线站厅          |                    |                                                              |      |            |
| 出口 · A                     | 凤凰路             | 凤凰城                                                       |      | 不適用     |
| 出口 · B · 轮椅升降台标志    | 凤凰路             | 凤凰汇购物中心                                               |      |            |
| 连通 10号线站厅              |                    |                                                              |      |            |
| 出口 · C · 1                 | 京密路（出京方向） |                                                              |      | 不適用     |
| 出口 · C · 2                 | 霄云里南街         | 中电发展大厦、霞光里                                         |      | 不適用     |
| 出口 · C · 3                 | 京密路（进京方向） |                                                              |      | 不適用     |
| 出口 · D · 升降机标志        | 凤凰城             | 凤凰置地广场、北三环东路                                     |      |            |
| 连通 12号线、 首都机场线站厅 |                    |                                                              |      |            |
| 出口 · E · 1 · 升降机标志    | 京密路（出京方向） |                                                              |      |            |
| 出口 · E · 2 · 升降机标志    | 京密路（进京方向） | 凤凰城、凤凰汇、航空工业综合技术研究所                       |      |            |
| 连通 12号线站厅              |                    |                                                              |      |            |
| 出口 · F                     | 霄云里南街         | 中电发展大厦、哈银国际中心、城融大厦、远洋新干线、霞光里社区 |      |            |
| 出口 · G                     | 霄云里南街         | 中信保诚人寿大厦、远洋新干线                                 |      |            |
| 註： 設有 \| 設有輪椅升降台  |                    |                                                              |      |            |

## 历史

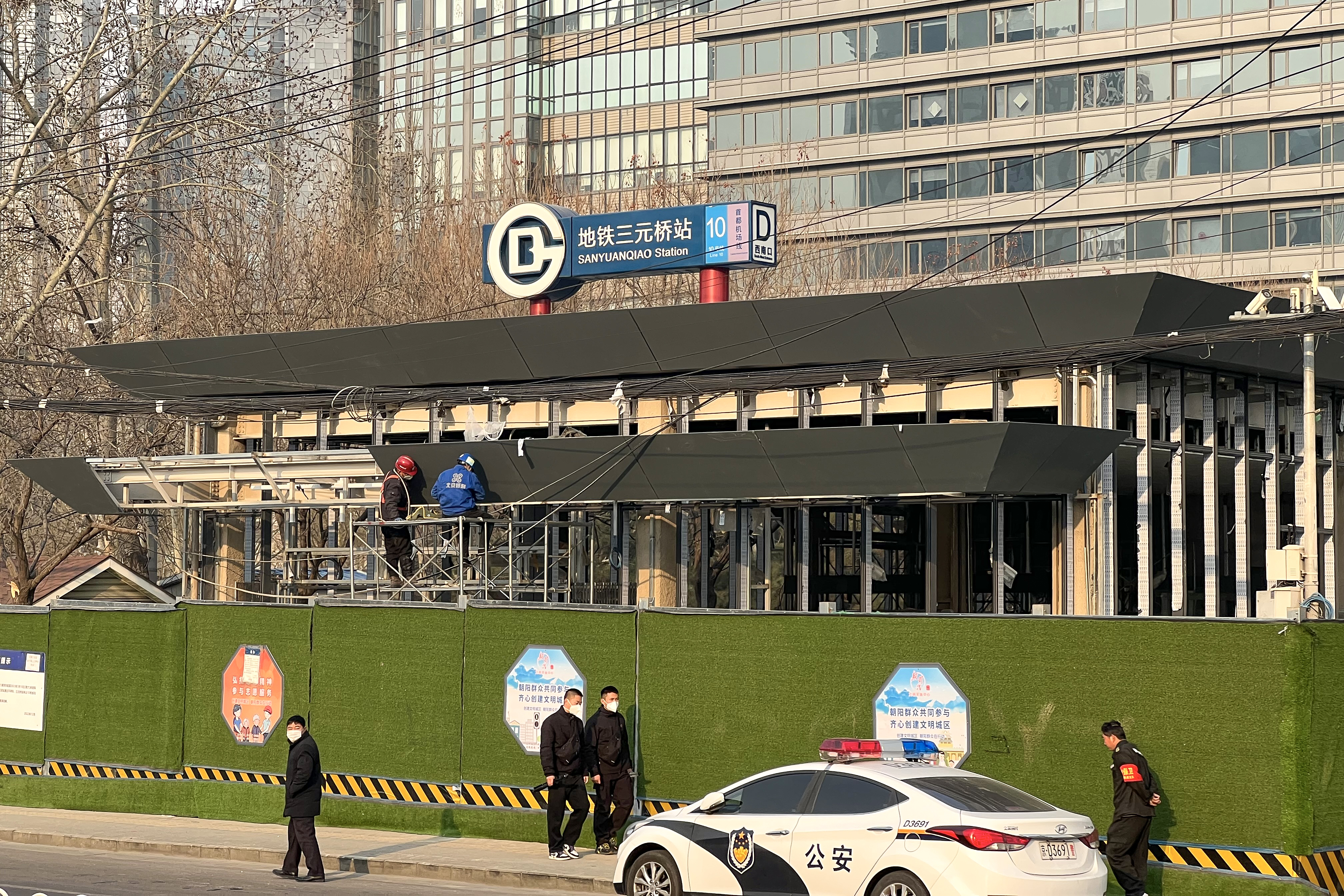
扩建中的三元桥站D口（2023年3月4日摄）

在最初的规划中，首都机场线在三元桥附近不设站，后来修改规划，据市规划委的批复方案，在三元桥增设了一站，可与10号线换乘。
10号线和首都机场线三元桥站同时进行建设施工，2006年11月15日首都机场线车站主体结构率先完工，2007年4月28日10号线车站主体结构完工。
2008年7月19日，10号线与首都机场线三元桥站同步启用。
2018年8月18日，12号线三元桥站主体结构开始施工，2019年5月30日实现结构封顶。
2022年12月24日首班车起，为配合12号线建设，10号线三元桥站封站，暂停与首都机场线换乘。首都机场线三元桥站正常营运。由于10号线车站的站台与站厅之间自2008年开通运营以来仅设置了两组楼梯扶梯，难以满足12号线开通后的换乘客流，此次改造需将原先位于10号线站台中部的垂直电梯拆除，并在其位置增建楼梯和扶梯，同时在站台南端原车站办公用房的空间增设楼梯和垂直电梯，检票闸机也将因此改移，D口地面亭亦需从原有的132平方米面积扩建至551平方米，以增加闸机设备。
2023年1月1日，10号线三元桥站的管理权由北京地铁运营有限公司运营三分公司移交至运营四分公司，同时成立了三元桥站区，分管12号线三元桥及以东、3号线部分车站及2号线、3号线东四十条站。
2023年3月18日首班车起，改造完毕的10号线三元桥站恢复运营。
12号线三元桥站于2024年12月15日开通运营。